# أنتوني مادوكس
أنتوني مادوكس (بالإنجليزية: Anthony Maddox)‏ هو لاعب كرة قدم أمريكية أمريكي، ولد في 22 نوفمبر 1978 في مولتري في الولايات المتحدة.

## وصلات خارجية
- أنتوني مادوكس على موقع مرجع كرة القدم المحترفة.كوم (الإنجليزية)